# Elizabeth Henstridge
Pour les articles homonymes, voir Henstridge.
Elizabeth Henstridge, née le 11 septembre 1987 à Sheffield, en Angleterre, est une actrice britannique expatriée aux États-Unis. Elle joue notamment le rôle de Jemma Simmons dans la série Marvel : Les Agents du SHIELD.

## Biographie
Elizabeth Frances Henstridge fait ses premières années d'études dans la Meadowhead School and Languages College, avant d'aller étudier le théâtre et l'art dramatique à l'université de Birmingham. Elle continue ensuite comme étudiante dans la prestigieuse East 15 Acting School de Londres.

### Carrière
Elle débute à la télévision en 2011, dans le soap opéra britannique Hollyoaks. Puis elle part pour Los Angeles.
En 2012, elle joue aux côtés de Scott Eastwood dans le téléfilm Shelter de Liz Friedlander, puis elle décroche le rôle de Jemma Simmons dans la série Marvel : Les Agents du SHIELD où elle incarne un agent spécialisé dans la biochimie, le médical et les sciences de l'agence SHIELD. La série, produite par ABC, est diffusée à partir du 24 septembre 2013 aux États-Unis. Elle s'achève en 2020.
Toujours en 2013, elle débute au cinéma dans les films The Thompsons et Gangs of Tooting Broadway.
En 2014 dans le film Bad Luck. L'année suivante, elle prête sa voix à la série d’animation Penn Zero : Héros à mi-temps le temps d'un épisode. Elle reprend son rôle en 2017 pour deux autres épisodes.
En 2016, elle joue dans le film d'horreur Wolves at the Door réalisé par John R. Leonetti et reprend son rôle de Marvel : Les Agents du SHIELD dans la série d'animation Ultimate Spider-Man. L'année d'après, elle est présente lors d'un épisode de Temporary.

### Vie privée
Henstridge est en couple avec l'acteur et influenceur en ligne Zachary Abel depuis 2012. Ils se sont rencontrés sur le tournage du pilote d'une série télévisée prévue pour la CW, Shelter, qui n'a jamais été diffusé. Le 22 avril 2019, elle a annoncé leurs fiançailles avec une publication Instagram.
Les deux se sont mariés en Angleterre en août 2021.
Henstridge a un chien nommé Maggie, et elle soutient Smile Train, une organisation caritative.

## Filmographie

### Cinéma

#### Longs métrages
- 2013 : The Thompsons de Mitchell Altieri et Phil Flores : Riley Stuart
- 2013 : Gangs of Tooting Broadway de Devanand Shanmugam : Kate
- 2014 : Bad Luck (Reach Me) de John Herzfeld : Eve
- 2016 : Wolves at the Door de John R. Leonetti : Abigail

#### Courts métrages
- 2010 : Easy Under the Apple Bough d'Hendrik Faller : La fille du fermier
- 2011 : And the Kid de Jacqueline Lentzou : Une femme
- 2013 : Delicacy de Jason Mann : La Vierge

### Télévision

#### Séries télévisées
- 2011 : Hollyoaks : Emily Alexander
- 2013 - 2020 : Marvel : Les Agents du SHIELD (Marvel's Agents of S.H.I.E.L.D.) : Dr Jemma Simmons
- 2015 / 2017 : Penn Zero : Héros à mi-temps (Penn Zero : Part-Time Hero) :  Princesse (voix)
- 2016 : Ultimate Spider-Man : Dr Jemma Simmons (voix)
- 2017 : Temporary : Emily
- Depuis 2022 : Suspicion : Tara McAllister

#### Téléfilms
- 2012 : Shelter de Liz Friedlander : Grace
- 2019 : Noël au palace (Christmas at the Plaza) de Ron Oliver : Jessica Cooper

## Voix françaises
- Cindy Tempez[4] dans :
  - Marvel : Les Agents du SHIELD (série télévisée)
  - Bad Luck
  - Wolves at the Door

Et aussi
- Marie Nonnenmacher dans The Thompsons
- Pamela Ravassard dans Noël au palace (téléfilm)
- Jessica Monceau dans Suspicion (série télévisée)